# Mazières-de-Touraine
Mazières-de-Touraine – miejscowość i gmina we Francji, w Regionie Centralnym, w departamencie Indre i Loara.
Według danych na rok 1990 gminę zamieszkiwało 961 osób, a gęstość zaludnienia wynosiła 28 osób/km² (wśród 1842 gmin Regionu Centralnego Mazières-de-Touraine plasuje się na 416. miejscu pod względem liczby ludności, natomiast pod względem powierzchni na miejscu 256.).